# Onze-Lieve-Vrouw-van-Fatimakapel (Herkenbosch)

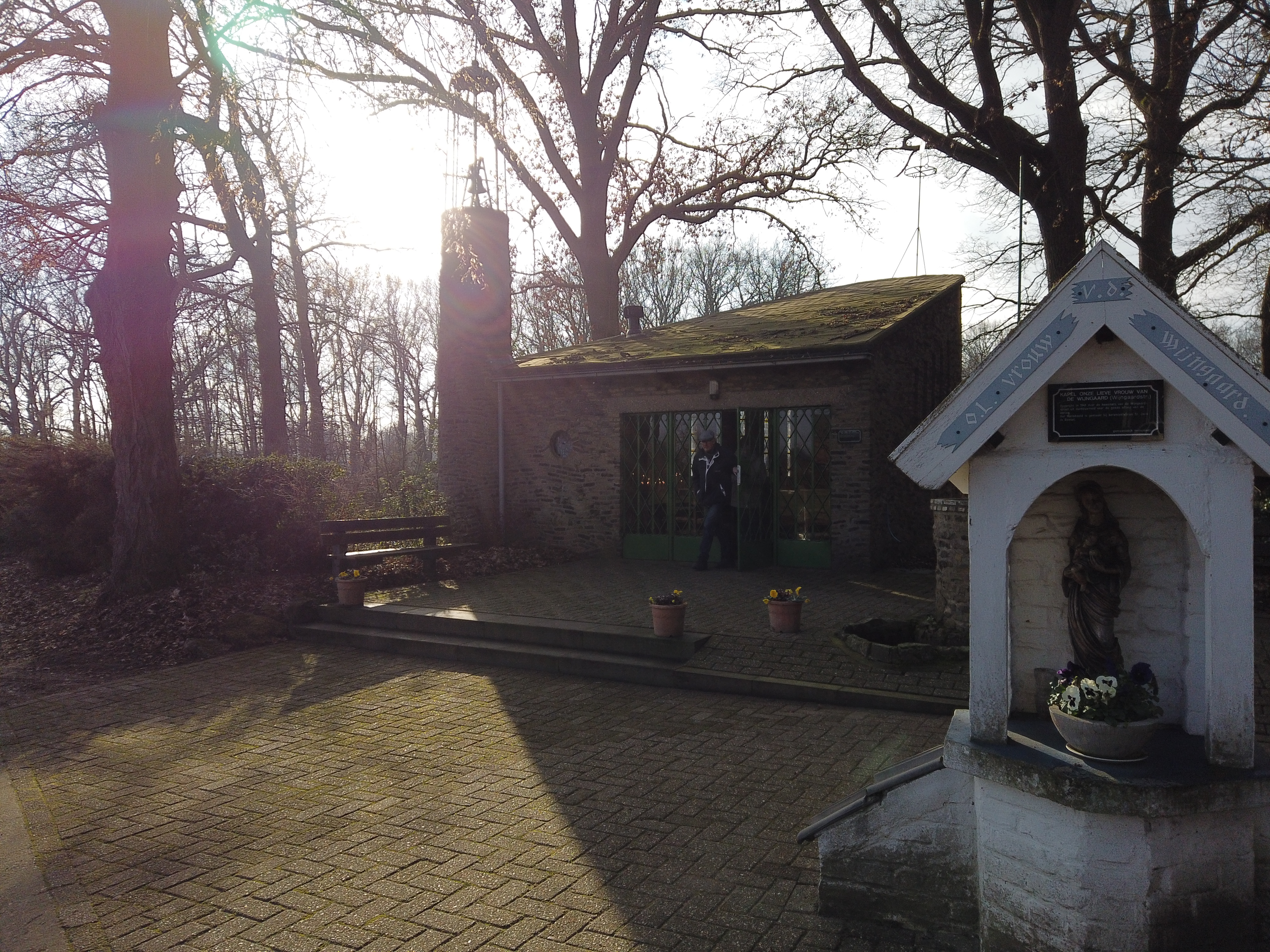
De Onze-Lieve-Vrouw-van-Fatimakapel met rechts de Onze-Lieve-Vrouw-van-de-Wijngaardkapel

De Onze-Lieve-Vrouw-van-Fatimakapel is een kapel in Herkenbosch in de Nederlandse gemeente Roerdalen. De kapel staat aan de Wijngaardstraat ten noorden van het dorp. Schuin voor de kapel staat een kleine niskapel, de Onze-Lieve-Vrouw-van-de-Wijngaardkapel. Buiten bevinden zich diverse bankjes en is er een spreekstoel aanwezig waardoor er ook buiten een mis kan worden gehouden.
De kapel is gewijd aan de heilige Maria, specifiek aan Onze-Lieve-Vrouw van Fátima.

## Geschiedenis
In 1948 werd de kleine niskapel door buurtbewoners gebouwd uit dankbaarheid voor het goed doorkomen van de Tweede Wereldoorlog.
In 1957 werd schuin achter de niskapel een grotere kapel gebouwd naar het ontwerp van architect Harry Koene. In de kapel werd een Mariabeeld geplaatst van de hand van de Portugese beeldhouwer Guilherme F. Thedin. Deze bidkapel is gerealiseerd door Pastoor A. Rohs en de heer H. Storms. De laatstgenoemde had tijdens de oorlog een belofte gedaan aan zichzelf om bij levensbehoud een kapelletje te bouwen en heeft het startkapitaal geschonken (ongeveer 5000 gulden). Hij had in gedachten om een bescheiden Hubertuskapelletje te maken, maar pastoor A. Rohs die zijn emeritaat in Herkenbosch wilde doorbrengen, had hem overgehaald om een grotere kapel te bouwen, toegewijd aan Onze-Lieve-Vrouw van Fátima.

## Gebouw
De bakstenen kapel met afwijkende metselmethode is opgetrokken op een asymmetrisch grondplan en wordt gedekt door een lessenaarsdak die naar voren toe afloopt. Aan de voorzijde is de kapel circa vijf meter breed en aan de achterzijde circa twee meter. In de beide schuine zijgevels zijn vijf lange en smalle ramen aangebracht. Op de linker hoek van de frontgevel bevindt zich een ronde klokkentoren met bovenin een klokje. In de frontgevel bevindt zich de brede rechthoekige toegang van de kapel die wordt afgesloten met deuren met ruitvormige ruitjes.
Van binnen is de kapel uitgevoerd in baksteen. Tegen de achterwand is een bakstenen altaar gemetseld. Bovenop een console staat boven het altaar het Mariabeeld van de hand van de Portugese beeldhouwer Guilherme F. Thedin. In de linkerhoek staat een beeld van Sint-Hubertus en er is een glas-in-loodraam met een afbeelding van Sint-Hubertus. In het midden van de bidkapel staan bankjes die gericht zijn naar het altaar, daarboven hangt een gouden kroonluchter.

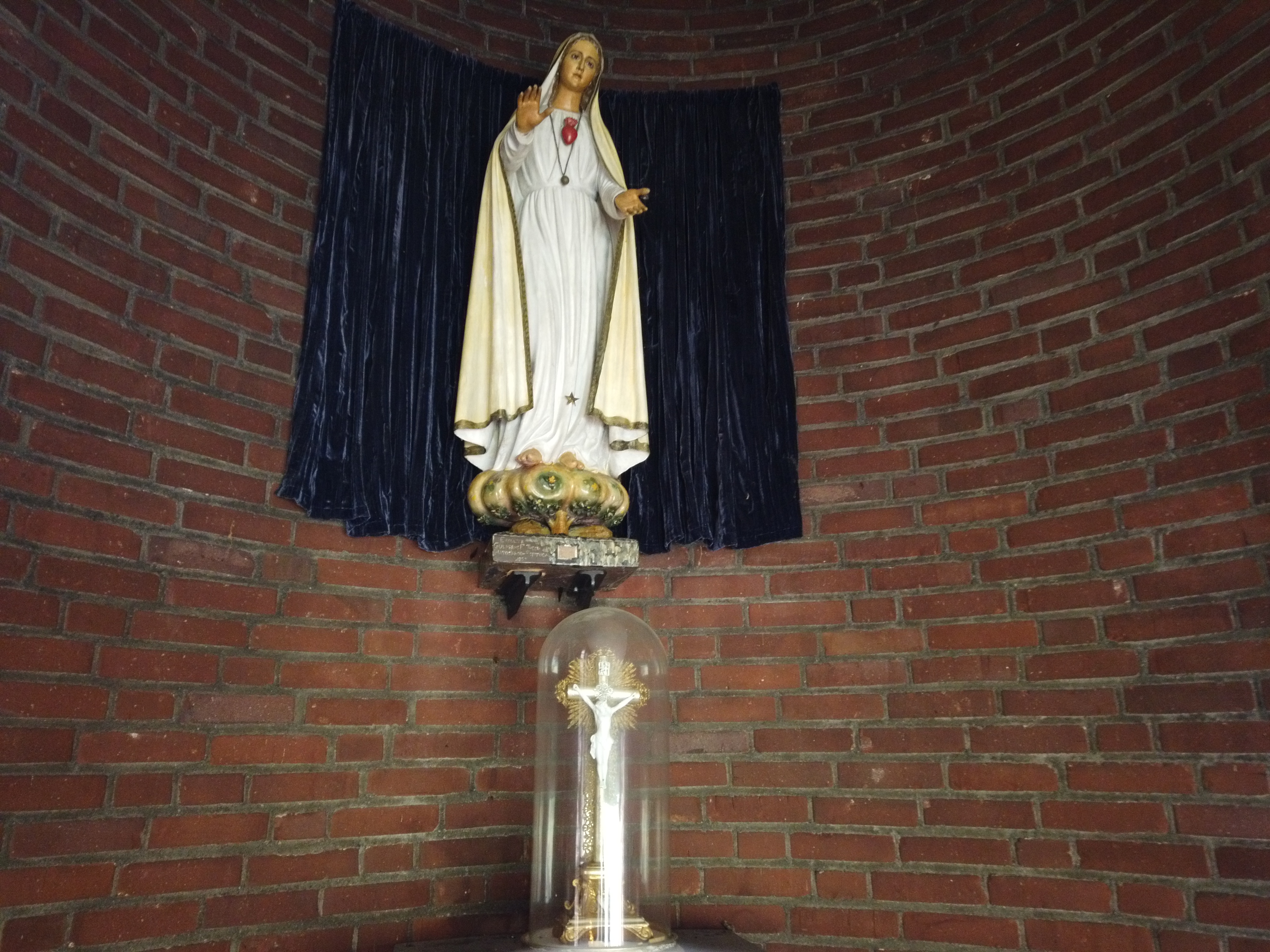
Het Mariabeeld boven het altaar
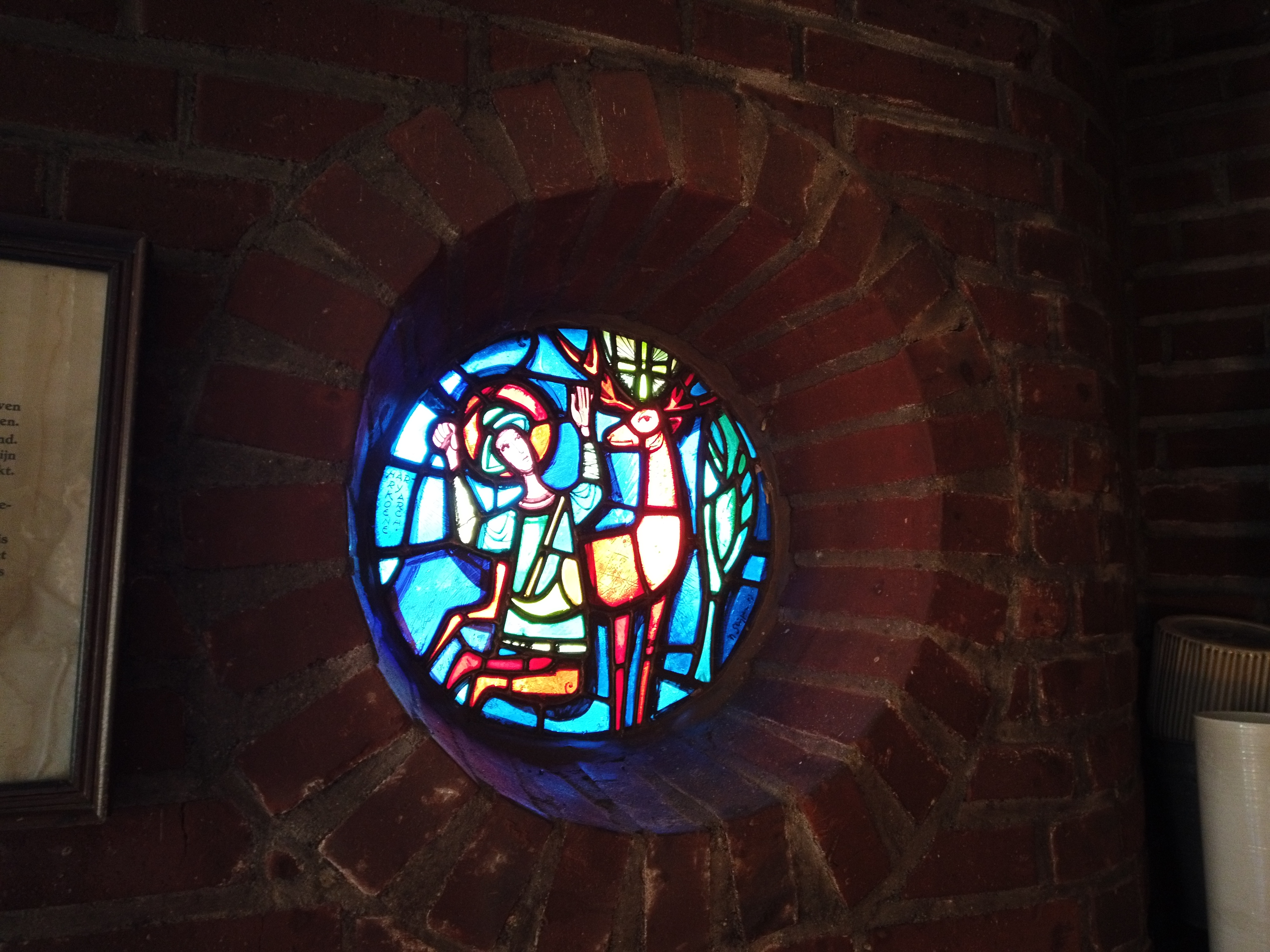
Glas-in-loodraam van de Heilige Hubertus
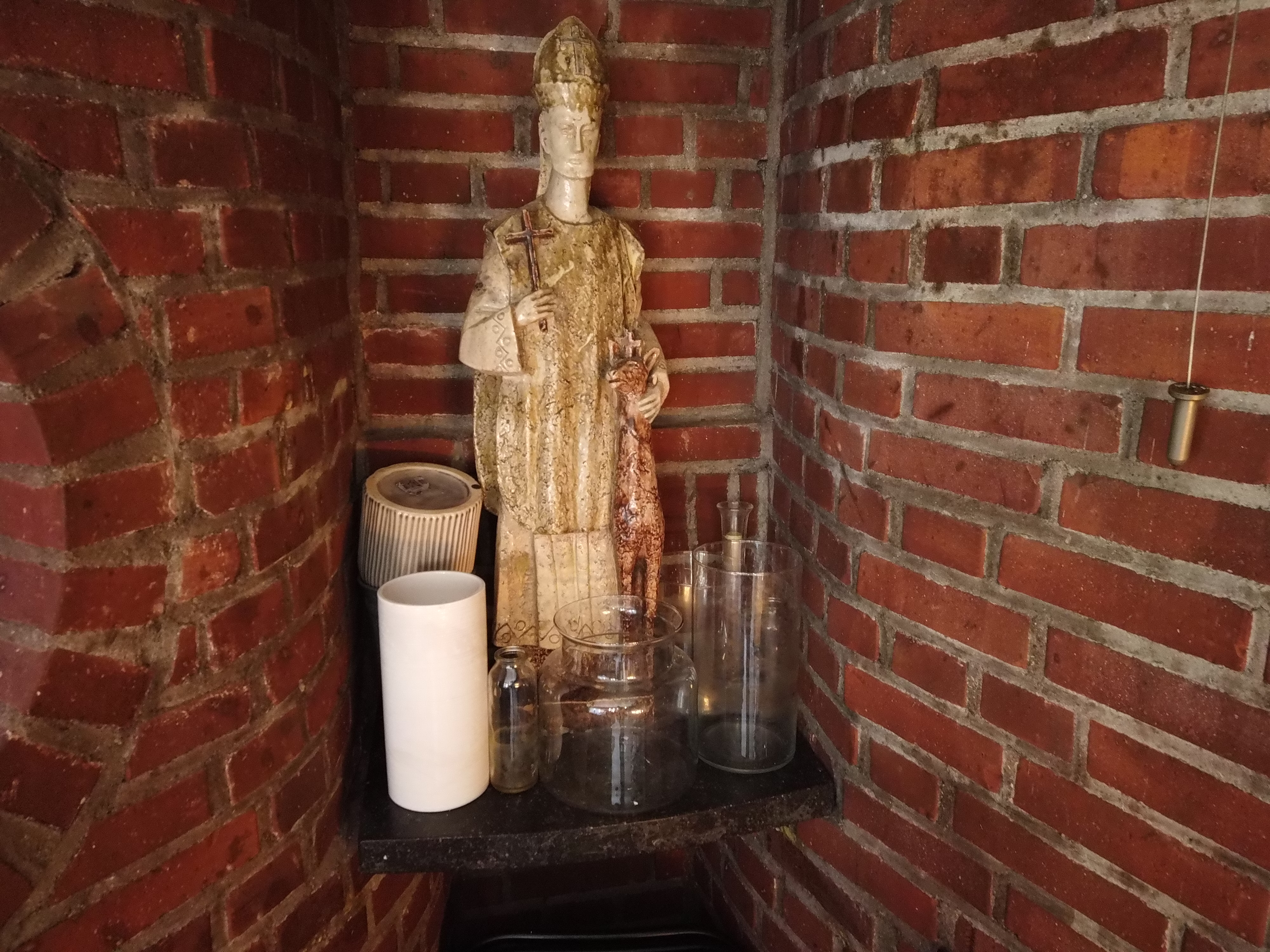
Het beeld van de Heilige Hubertus